# Boardingkort

Ett typiskt boardingkort.

Ett boardingkort (engelska: boarding pass eller boarding-card) är ett dokument som ett flygbolag tillhandahåller sina passagerare i samband med incheckningen. Boardingkortet ger passageraren behörighet att genomgå säkerhetskontroll och därefter ombord det flygplan som han eller hon ska resa med.